# Cynthia Nixon
Cynthia Ellen Nixon (New York, 1966. április 9.– ) kétszeres Primetime Emmy- és kétszeres Tony-díjas amerikai színésznő.

## Fiatalkora
Egy manhattani szakközépiskolába járt, majd New York-i egyetemen tanult tovább angol-irodalom szakon a Barnard College-ban.
182-ben már Sarah Jessica Parkerrel szerepelt együtt a My Body, My Child című tévéfilmben, amelyben Vanessa Redgrave két lányát alakították. 1980-ban Theater World Award-díjat nyert az Ellis Rabb produkciójában, a The Philadelphia Story-ban debütálva.

## Magánélete
2006-ban mellrákot diagnosztizáltak nála, melyet 2008-ban hozott nyilvánosságra. Műtéten és kemoterápián esett át, ezután gyógyultnak nyilvánították.
1988 és 2003 között Danny Mozes partnere volt, akitől két gyermeke született: Samantha (1996. november) és Ezekiel Mozes (2002. december 16.)
2004-ben kezdett párkapcsolatot jelenlegi párjával, egy Christine Marinoni nevű aktivistával. 2009-ben eljegyezték egymást, 2012-ben pedig összeházasodtak. Marinoni 2011-ben hozta világra közös gyermeküket.

## Filmográfia

### Film
| Év   | Magyar cím                                        | Eredeti cím                        | Szerep                      | Magyar hang                 |
| ---- | ------------------------------------------------- | ---------------------------------- | --------------------------- | --------------------------- |
| 1980 | Rossz kislányok                                   | Little Darlings                    | Sunshine Walker             |                             |
| 1981 |                                                   | Tattoo                             | Cindy                       |                             |
| 1981 | A város hercege                                   | Prince of the City                 | Jeannie                     | N/A                         |
| 1981 | A város hercege                                   | Prince of the City                 | Jeannie                     | Mics Ildikó                 |
| 1983 |                                                   | I Am the Cheese                    | Amy Hertz                   |                             |
| 1984 | Amadeus                                           | Amadeus                            | Lori                        | Csonka Ibolya               |
| 1984 | Amadeus                                           | Amadeus                            | Lori                        | Solecki Janka               |
| 1986 | Atomjáték                                         | The Manhattan Project              | Jenny Anderman              |                             |
| 1987 | O. C. és Stiggs                                   | O.C. and Stiggs                    | Michelle                    | Magda Gabi                  |
| 1989 | Tétre vagy befutóra                               | Let It Ride                        | Evangeline                  | N/A                         |
| 1989 | Tétre vagy befutóra                               | Let It Ride                        | Evangeline                  | Kökényessy Ági              |
| 1993 | A Pelikán ügyirat                                 | The Pelican Brief                  | Alice Stark                 |                             |
| 1993 | Addams Family 2. – Egy kicsivel galádabb a család | Addams Family Values               | Heather                     |                             |
| 1993 |                                                   | Through an Open Window (rövidfilm) | Nancy Cooper                |                             |
| 1994 | Szabadnapos baba                                  | Baby's Day Out                     | Gilbertine                  | Farkasinszky Edit           |
| 1996 | Marvin szobája                                    | Marvin's Room                      | nyugdíjas otthon igazgatója | Kiss Virág Magdolna         |
| 1999 | Párosban a városban                               | The Out-of-Towners                 | Sheena                      |                             |
| 2001 |                                                   | Advice From a Caterpillar          | Missy                       |                             |
| 2002 | Minden jöhet                                      | Igby Goes Down                     | Mrs. Piggee                 | Bertalan Ágnes 3. változat) |
| 2005 | Manhattan kicsiben                                | Little Manhattan                   | Leslie Burton               |                             |
| 2006 | Az utolsó randevú                                 | One Last Thing...                  | Carol                       |                             |
| 2007 | Bébiszitterek                                     | The Babysitters                    | Gail Beltran                |                             |
| 2008 | Szex és New York                                  | Sex and the City                   | Miranda Hobbes              | Bertalan Ágnes              |
| 2009 | Kuszaságok                                        | Lymelife                           | Melissa Bragg               | Bertalan Ágnes              |
| 2009 | Egy angol New Yorkban                             | An Englishman in New York          | Penny Arcade                |                             |
| 2010 | Szex és New York 2.                               | Sex and the City 2                 | Miranda Hobbes              | Bertalan Ágnes              |
| 2011 | Rampart                                           | Rampart                            | Barbara                     | Farkasinszky Edit           |
| 2012 | Majdnem tökéletes lány                            | Girl Most Likely                   | Cynthia Nixon               | Bertalan Ágnes              |
| 2014 | Öt emelet boldogság                               | 5 Flights Up                       | Lilly                       | Bertalan Ágnes              |
| 2015 |                                                   | Stockholm, Pennsylvania            | Marcy Dargon                |                             |
| 2015 |                                                   | James White                        | Gail White                  |                             |
| 2015 | Agydopping naplók                                 | The Adderall Diaries               | Jen Davis                   | Bertalan Ágnes              |
| 2016 |                                                   | A Quiet Passion                    | Emily Dickinson             |                             |
| 2017 | New York-i afférok                                | The Only Living Boy in New York    | Judith Webb                 | Bertalan Ágnes              |
| 2018 | Búcsúpohár                                        | The Parting Glass                  | Mare                        | Bertalan Ágnes              |
| 2019 |                                                   | Stray Dolls                        | Una                         |                             |
| 2020 |                                                   | Tailing Pond (rövidfilm)           | narrátor (hangja)           |                             |

### Televízió

#### Tévéfilm
| Év   | Magyar cím                        | Eredeti cím                                   | Szerep            | Magyar hang    |
| ---- | --------------------------------- | --------------------------------------------- | ----------------- | -------------- |
| 1981 | Egy sikertelen hadjárat története | The Private History of a Campaign That Failed | Sue Ellen         | Póka Júlia     |
| 1982 | Szomorú terhesség                 | My Body, My Child                             | Nancy             |                |
| 1990 |                                   | The Love She Sought                           | Janet             |                |
| 2000 | Papa angyalkái                    | Papa's Angels                                 | Sharon Jenkins    | Mezei Kitty    |
| 2005 | Warm Springs                      | Warm Springs                                  | Eleanor Roosevelt |                |
| 2011 | Válság a Wall Streeten            | Too Big to Fail                               | Michele Davis     | Orosz Anna     |
| 2016 | A Reagan-merénylet                | Killing Reagan                                | Nancy Reagan      | Bertalan Ágnes |

#### Sorozat
| Év        | Magyar cím                               | Eredeti cím                       | Szerep                          | Megjegyzések                                                               |
| --------- | ---------------------------------------- | --------------------------------- | ------------------------------- | -------------------------------------------------------------------------- |
| 1988      |                                          | The Murder of Mary Phagan         | Doreen                          | minisorozat (2 epizód)                                                     |
| 1988      |                                          | Tanner '88                        | Alex Tanner                     | minisorozat (10 epizód)                                                    |
| 1989      |                                          | Gideon Oliver                     | Allison Parrish Slocum          | 1 epizód                                                                   |
| 1989      |                                          | The Equalizer                     | Jackie                          | 1 epizód                                                                   |
| 1990      |                                          | The Young Riders                  | Annie                           | 2 epizód                                                                   |
| 1990      | Esküdt ellenségek                        | Law & Order                       | Laura di Biasi                  | 1 epizód                                                                   |
| 1991      |                                          | Love, Lies and Murder             | Donna                           | minisorozat (2 epizód)                                                     |
| 1993      | Gyilkos sorok                            | Murder, She Wrote                 | Alice Morgan                    | 1 epizód                                                                   |
| 1996      | A kiválasztott – Az amerikai látnok      | Early Edition                     | Sheila                          | 1 epizód                                                                   |
| 1998–2004 | Szex és New York                         | Sex and the City                  | Miranda Hobbes                  | főszereplő (94 epizód)                                                     |
| 1999      | Végtelen határok                         | The Outer Limits                  | Trudy                           | 1 epizód                                                                   |
| 1999      | Angyali érintés                          | Touched by an Angel               | Melina Richardson / Sarah nővér | 1 epizód                                                                   |
| 2004      |                                          | Tanner on Tanner                  | Alex Tanner                     | 4 epizód                                                                   |
| 2005      | Vészhelyzet                              | ER                                | Ellie                           | 1 epizód                                                                   |
| 2005      | Doktor House                             | House                             | Anica Jovanovich                | 1 epizód                                                                   |
| 2006      | Agy-kontroll                             | 3 lbs.                            | Dr. Karin Hanson                | 3 epizód                                                                   |
| 2007      | Esküdt ellenségek: Különleges ügyosztály | Law & Order: Special Victims Unit | Janis Donovan                   | 1 epizód                                                                   |
| 2010–2011 | The Big C – A nagy C                     | The Big C                         | Rebecca                         | 10 epizód                                                                  |
| 2011      | Esküdt ellenségek: Bűnös szándék         | Law & Order: Criminal Intent      | Amanda Rollins                  | 1 epizód                                                                   |
| 2012      | Az idők végezetéig                       | World Without End                 | Petronilla                      | minisorozat (7 epizód)                                                     |
| 2012      | A stúdió                                 | 30 Rock                           | önmaga                          | 1 epizód                                                                   |
| 2013–2014 |                                          | Alpha House                       | Carly Armiston szenátor         | 6 epizód                                                                   |
| 2014      | Hannibal                                 | Hannibal                          | Kade Prurnell                   | 4 epizód                                                                   |
| 2015      | A viszony                                | The Affair                        | Marilyn                         | 1 epizód                                                                   |
| r2016     |                                          | Broad City                        | Barb                            | 1 epizód                                                                   |
| 2020      | Ratched                                  | Ratched                           | Gwendolyn Briggs                | 8 epizód                                                                   |
| 2021–2025 | És egyszer csak…                         | And Just Like That…               | Miranda Hobbes                  | - 33 epizód - magyar hangja: - Bertalan Ágnes - rendező és vezető producer |
| 2022–     | Az aranykor                              | The Gilded Age                    | Ada Brook                       | - főszereplő - magyar hangja: - Bertalan Ágnes                             |

## Díjai
- Primetime Emmy-díj (2004, 2008)[7]
- Vito Russo-díj (2010)[7]